# Ilja Lwowitsch Worobjow
Ilja Lwowitsch Worobjow (russisch Илья Львович Воробьёв; * 11. Juli 1999 in Sankt Petersburg) ist ein russischer Fußballspieler.

## Karriere
Worobjow begann seine Karriere bei Zenit St. Petersburg. Zur Saison 2018/19 rückte er in den Kader der zweitklassigen Zweitmannschaft von Zenit. Für diese debütierte er im Juli 2018 gegen den FK Tambow in der Perwenstwo FNL. Im März 2019 stand er gegen den FK Orenburg auch erstmals im Kader der ersten Mannschaft von Zenit. In der Saison 2018/19 kam er insgesamt zu 34 Zweitligaeinsätzen für Zenit-2. Mit dem Team stieg er allerdings zu Saisonende in die Perwenstwo PFL ab. Im September 2019 gab er im Cup gegen FK Jenissei Krasnojarsk sein Debüt für die erste Mannschaft. In der Spielzeit 2019/20 absolvierte der Flügelstürmer insgesamt 16 Drittligapartien für Zenit-2.
Im August 2020 wurde Worobjow an den FK Chimki verliehen. Im selben Monat debütierte er gegen Rotor Wolgograd für Chimki in der Premjer-Liga. Nach drei Einsätzen für Chimki in der höchsten russischen Spielklasse wurde die Leihe allerdings im Oktober 2020 vorzeitig beendet und er wechselte fest zum Zweitligisten FK Orenburg.